# Hyperphrixus
Hyperphrixus är ett släkte av kräftdjur. Hyperphrixus ingår i familjen Bopyridae.
Kladogram enligt Catalogue of Life:
| Hyperphrixus | \| \| Hyperphrixus castrensis \| \| \| \| \| \| Hyperphrixus tattersalli \| \| \| \| |
|              | \| \| Hyperphrixus castrensis \| \| \| \| \| \| Hyperphrixus tattersalli \| \| \| \| |
|              | Hyperphrixus castrensis                                                              |
|              |                                                                                      |
|              | Hyperphrixus tattersalli                                                             |
|              |                                                                                      |